# Vauréal
 Vauréal  es una población y comuna francesa, en la región de Isla de Francia, departamento de Valle del Oise, en el distrito de Pontoise, Mancomunidad de Cergy-Pontoise y cantón de L'Hautil.

## Demografía
| 611                       | 602 | 601 | 595 | 509 | 537 | 481 | 490 | 446 | 452 | 428 | 406 | 382 | 382 | 405 | 401 | 397 | 387 | 425 | 385 | 363 | 358 | 384 | 363 | 372 | 606 | 569 | 587 | 641 | 782 | 11 717 | 16 206 | 15 674 |
| (Fuente: INSEE y Cassini) |     |     |     |     |     |     |     |     |     |     |     |     |     |     |     |     |     |     |     |     |     |     |     |     |     |     |     |     |     |        |        |        |